# Les Mujouls
Les Mujouls sont une commune française située dans le département des Alpes-Maritimes en région Provence-Alpes-Côte d'Azur. Ses habitants sont appelés les Mujoulois.

## Géographie

### Localisation
Commune située dans la Vallée de l'Estéron, à 19 km de Roquestéron et 25 km de Puget-Théniers.

### Géologie et relief
La commune se compose de 75,18 hectares de territoires agricoles (5,16 %) et 1 382,56 hectares de forêts et milieux semi-naturels (94,83 %).
Village situé par le Parc naturel régional des Préalpes d'Azur, au pied de la montagne du Miolan, face à la montagne de Charamel.

### Sismicité
Commune située dans une zone de sismicité moyenne.

### Hydrographie et les eaux souterraines
Cours d'eau sur la commune ou à son aval :
- rivière l'Estéron,
- vallons des cougourdières, de la pinée, de la tuilière, de la lavanche, du combaou, de la route, de la cressonnière, d'adom, de la faulée,
- le riou.

### Climat
Pour des articles plus généraux, voir Climat de Provence-Alpes-Côte d'Azur et Climat des Alpes-Maritimes.
En 2010, le climat de la commune est de type climat méditerranéen altéré, selon une étude du Centre national de la recherche scientifique s'appuyant sur une série de données couvrant la période 1971-2000. En 2020, Météo-France publie une typologie des climats de la France métropolitaine dans laquelle la commune est dans une zone de transition entre le climat de montagne et le climat méditerranéen et est dans la région climatique Var, Alpes-Maritimes, caractérisée par une pluviométrie abondante en automne et en hiver (250 à 300 mm en automne), un très bon ensoleillement en été (fraction d’insolation > 75 %), un hiver doux (8 °C) et peu de brouillards.
Pour la période 1971-2000, la température annuelle moyenne est de 11,9 °C, avec une amplitude thermique annuelle de 16,1 °C. Le cumul annuel moyen de précipitations est de 1 017 mm, avec 5,3 jours de précipitations en janvier et 4,6 jours en juillet. Pour la période 1991-2020, la température moyenne annuelle observée sur la station météorologique de Météo-France la plus proche, « Le Mas », sur la commune du Mas à 5 km à vol d'oiseau, est de 9,1 °C et le cumul annuel moyen de précipitations est de 1 236,8 mm. 
La température maximale relevée sur cette station est de 32,5 °C, atteinte le 28 juin 2019 ; la température minimale est de −13,5 °C, atteinte le 14 février 2009,,.
Les paramètres climatiques de la commune ont été estimés pour le milieu du siècle (2041-2070) selon différents scénarios d'émission de gaz à effet de serre à partir des nouvelles projections climatiques de référence DRIAS-2020. Ils sont consultables sur un site dédié publié par Météo-France en novembre 2022.

### Voies de communications et transports

#### Voies routières
Village desservi par la départementale D2211 depuis Puget-Théniers.

#### Transports en commun
- Transport en Provence-Alpes-Côte d'Azur

Réseau de transport en commun "Sillages"  de la Communauté d’Agglomération du Pays de Grasse.

## Histoire
L'autel votif du col d'Adom (ou Adour), datant du IIIe siècle, témoignage de la romanisation du pays.
Les Mujouls sont mentionnés en 1081.
Les Templiers possédaient des biens dans le territoire,. La seigneurie a appartenu aux Bruns de Castellane du XVIe siècle à la Révolution.
Sous l’Ancien Régime, la communauté des Mujouls dépendait de la sénéchaussée de Castellane (actuelles Alpes-de-Haute-Provence).

## Héraldique
| Blason de Mujouls (Les) | Blason  | De gueules à l’étoile de seize rais d’or.        |
| Blason de Mujouls (Les) | Détails | Le statut officiel du blason reste à déterminer. |

### Intercommunalité
Commune membre de la communauté d'agglomération du Pays de Grasse.

## Urbanisme

### Typologie
Au 1er janvier 2024, Les Mujouls sont catégorisés commune rurale à habitat très dispersé, selon la nouvelle grille communale de densité à 7 niveaux définie par l'Insee en 2022.
Elle est située hors unité urbaine. Par ailleurs la commune fait partie de l'aire d'attraction de Nice, dont elle est une commune de la couronne,. Cette aire, qui regroupe 100 communes, est catégorisée dans les aires de 200 000 à moins de 700 000 habitants,.

### Occupation des sols
L'occupation des sols de la commune, telle qu'elle ressort de la base de données européenne d’occupation biophysique des sols Corine Land Cover (CLC), est marquée par l'importance des forêts et milieux semi-naturels (94,8 % en 2018), une proportion identique à celle de 1990 (94,8 %). La répartition détaillée en 2018 est la suivante :
forêts (83,4 %), milieux à végétation arbustive et/ou herbacée (8,2 %), prairies (5,2 %), espaces ouverts, sans ou avec peu de végétation (3,2 %).
L'évolution de l’occupation des sols de la commune et de ses infrastructures peut être observée sur les différentes représentations cartographiques du territoire : la carte de Cassini (XVIIIe siècle), la carte d'état-major (1820-1866) et les cartes ou photos aériennes de l'IGN pour la période actuelle (1950 à aujourd'hui).

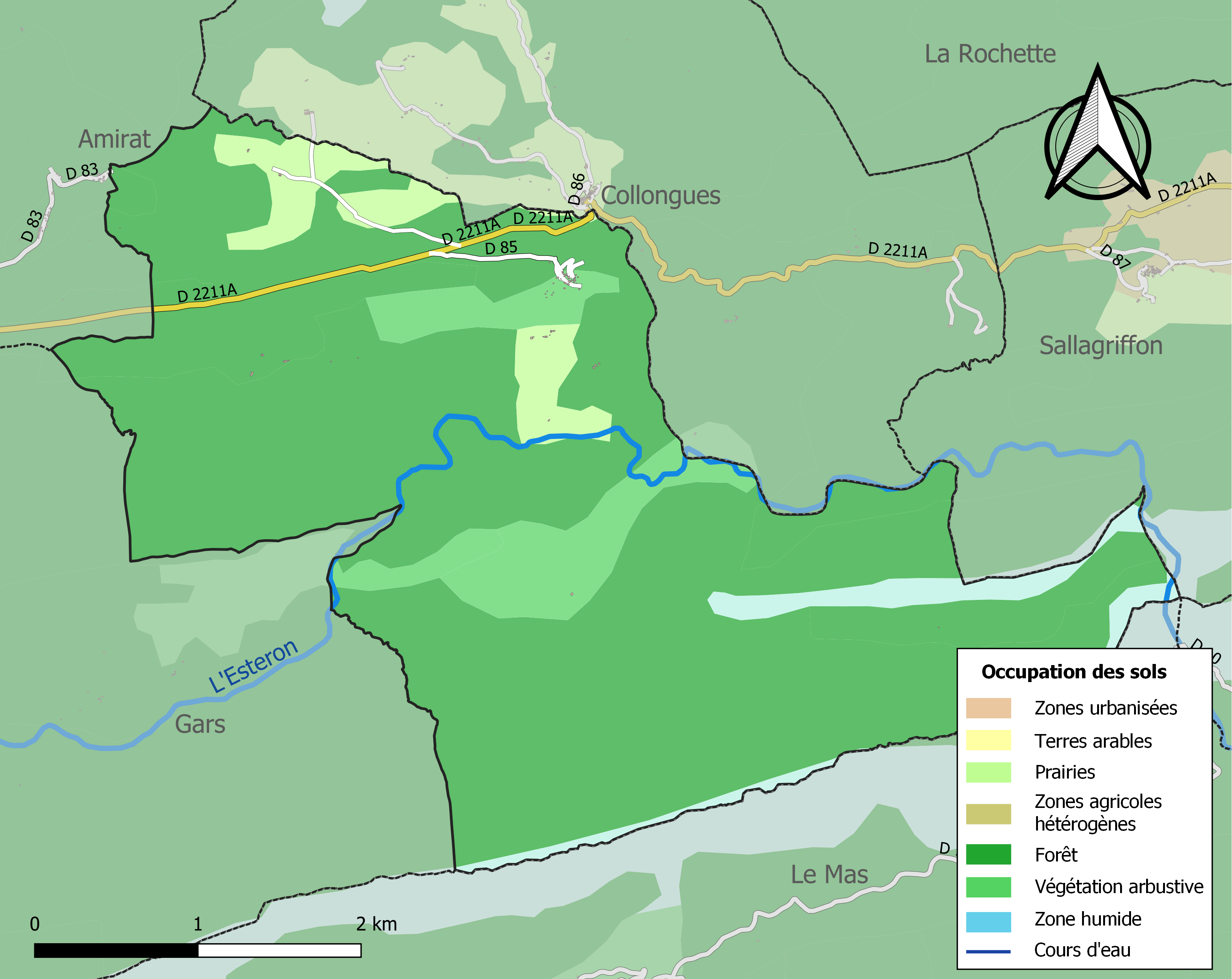
Carte de l'occupation des sols de la commune en 2018 (CLC).

## Politique et administration

### Liste des maires
| Période                                  | Période  | Identité          | Étiquette | Qualité        |
| ---------------------------------------- | -------- | ----------------- | --------- | -------------- |
| Les données manquantes sont à compléter. |          |                   |           |                |
|                                          |          |                   |           |                |
| 1956                                     | 1968     | Noël Rainéro      |           |                |
| 1968                                     | 1971     | Juliette Rainéro  |           |                |
| 1971                                     | 2001     | Jean Marie Augier |           |                |
| 2001                                     | En cours | Gérard Bouchard   |           | Ancien employé |

### Budget et fiscalité 2023

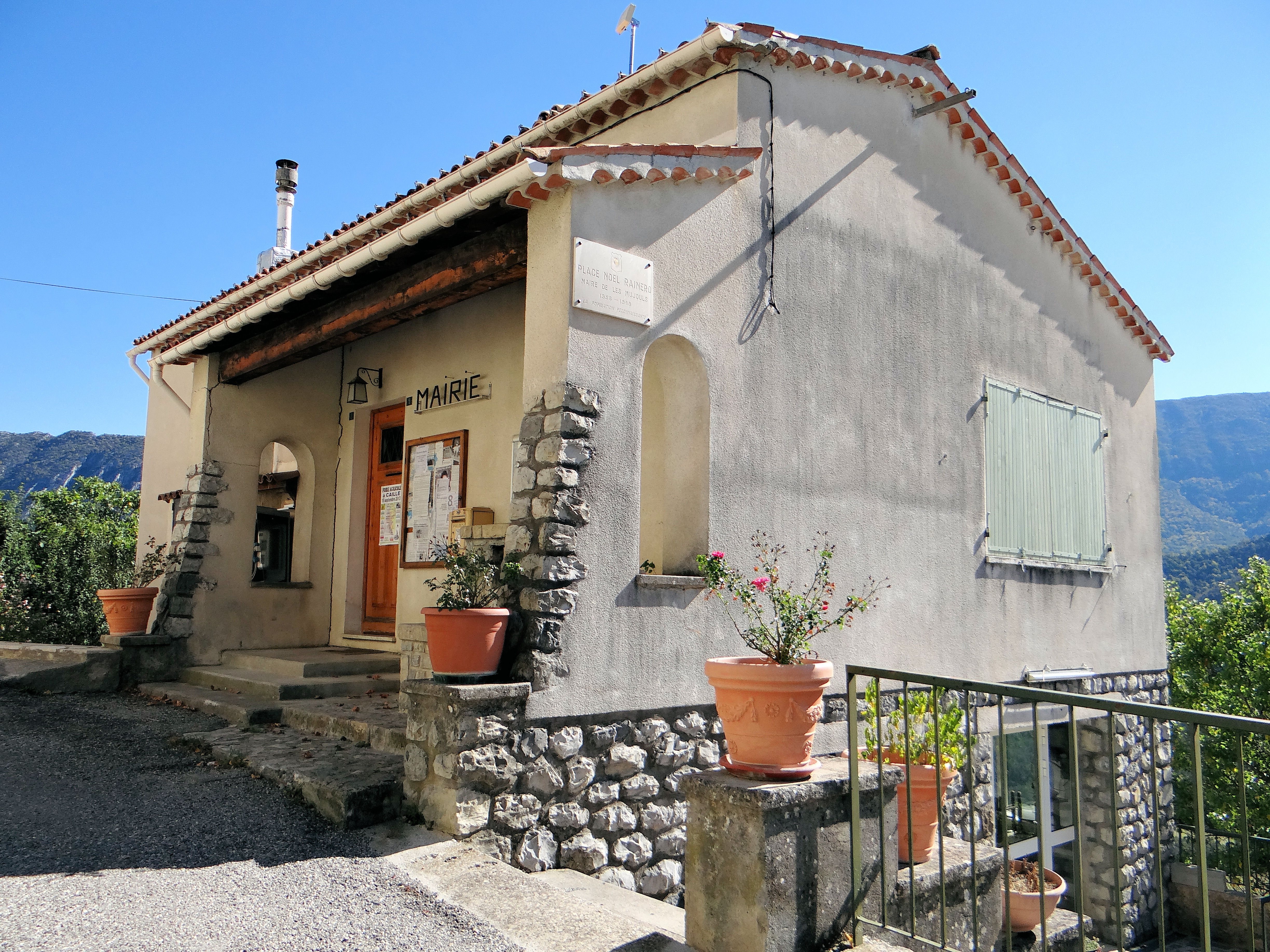
La mairie.

En 2023, le budget de la commune était constitué ainsi :
- total des produits de fonctionnement : 123 000 €, soit 2 998 € par habitant ;
- total des charges de fonctionnement : 113 000 €, soit 2 745 € par habitant ;
- total des ressources d'investissement : 17 000 €, soit 414 € par habitant ;
- total des emplois d'investissement : 88 000 €, soit 2 083 € par habitant ;
- endettement : 1 000 €, soit 22 € par habitant.

Avec les taux de fiscalité suivants :
- taxe d'habitation : 10,35 % ;
- taxe foncière sur les propriétés bâties : 19,82 % ;
- taxe foncière sur les propriétés non bâties : 38,58 % ;
- taxe additionnelle à la taxe foncière sur les propriétés non bâties : 0,00 % ;
- cotisation foncière des entreprises : 0,00 %.

Chiffres clés Revenus et pauvreté des ménages en 2021 : médiane en 2021 du revenu disponible, par unité de consommation.

## Population et société

### Démographie

#### Évolution démographique
L'évolution du nombre d'habitants est connue à travers les recensements de la population effectués dans la commune depuis 1793. Pour les communes de moins de 10 000 habitants, une enquête de recensement portant sur toute la population est réalisée tous les cinq ans, les populations de référence des années intermédiaires étant quant à elles estimées par interpolation ou extrapolation. Pour la commune, le premier recensement exhaustif entrant dans le cadre du nouveau dispositif a été réalisé en 2005.

En 2022, la commune comptait 38 habitants, en évolution de −22,45 % par rapport à 2016 (Alpes-Maritimes : +2,85 %, France hors Mayotte : +2,11 %).
| 1793 | 1800 | 1806 | 1821 | 1831 | 1836 | 1841 | 1846 | 1851 |
| ---- | ---- | ---- | ---- | ---- | ---- | ---- | ---- | ---- |
| 256  | 204  | 228  | 211  | 289  | 225  | 265  | 250  | 206  |

| 1856 | 1861 | 1866 | 1872 | 1876 | 1881 | 1886 | 1891 | 1896 |
| ---- | ---- | ---- | ---- | ---- | ---- | ---- | ---- | ---- |
| 181  | 173  | 172  | 182  | 152  | 150  | 150  | 146  | 131  |

| 1901 | 1906 | 1911 | 1921 | 1926 | 1931 | 1936 | 1946 | 1954 |
| ---- | ---- | ---- | ---- | ---- | ---- | ---- | ---- | ---- |
| 128  | 101  | 90   | 60   | 36   | 34   | 43   | 34   | 35   |

| 1962 | 1968 | 1975 | 1982 | 1990 | 1999 | 2005 | 2006 | 2010 |
| ---- | ---- | ---- | ---- | ---- | ---- | ---- | ---- | ---- |
| 18   | 25   | 25   | 27   | 27   | 30   | 54   | 56   | 44   |

| 2015 | 2020 | 2022 | - | - | - | - | - | - |
| ---- | ---- | ---- | - | - | - | - | - | - |
| 47   | 41   | 38   | - | - | - | - | - | - |

### Enseignement
Établissements d'enseignements :
- Écoles maternelles à Puget-Théniers, Andon, Roquestéron, Saint-Auban,
- Écoles primaires à Puget-Théniers, Briançonnet, La Penne,
- Collèges à Puget-Théniers, Annot, Vence,
- Lycée à Vence.

### Santé
Professionnels et établissements de santé :
- Médecins à Entrevaux, Puget-Théniers, Valderoure,
- Pharmacies à Entrevaux, Annot,
- Hôpitaux à Puget-Théniers, Grasse.

### Cultes
- Culte catholique, Paroisse Sainte-Marie-des-Sources, Diocèse de Nice[34].

## Économie

### Entreprises et commerces

#### Agriculture
Agriculteurs sur les communes de La Rochette, Briançonnet, Puget-Théniers...

#### Tourisme
- Gîtes, chambres d'hôtes[36].
- Restaurants à Roquestéron Grasse, Villars-sur-Var.

#### Commerces
- Commerces de proximité à Puget-Théniers, Roquestéron.

## Lieux et monuments
- Le château de Mujouls a été orné de fresques scandaleuses au XVIIIe siècle : une scène de zoophilie et une autre d'anthropophagie, aujourd'hui déposées et aux archives de Nice[37].
- L'église Saint-Martin ou Sainte-Marthe, à l'entrée du village[38].

Patrimoine mobilier :
* tableau, cadre : Sainte Marthe, saint Martin évêque et sainte Marie-Madeleine.
* tableau, cadre : la Vierge et les mystères du rosaire,.
* tableau : La Mise au tombeau.
* statue Sainte Marthe.
* statue : Saint Martin, évêque.
* tabernacle et gradins de l'autel du Rosaire.
* une paire de chandeliers d'autel.
* deux paires de chandeliers d'autel.
* une paire de chandeliers d'autel.
* une paire de chandeliers d'autel.
* table de communion (balustrade séparant le chœur de la nef de l'église).
- Les oratoires[51].
- Stèle commémorative : autel à Mars Veracinius[52].
- Le moulin sur l'Estéron.
- Le pont à contreforts au lieu-dit la Serre ?
- La clue des Mujouls où coule l'Estéron[53], longue de près de 800 mètres (Route des clues[54]).

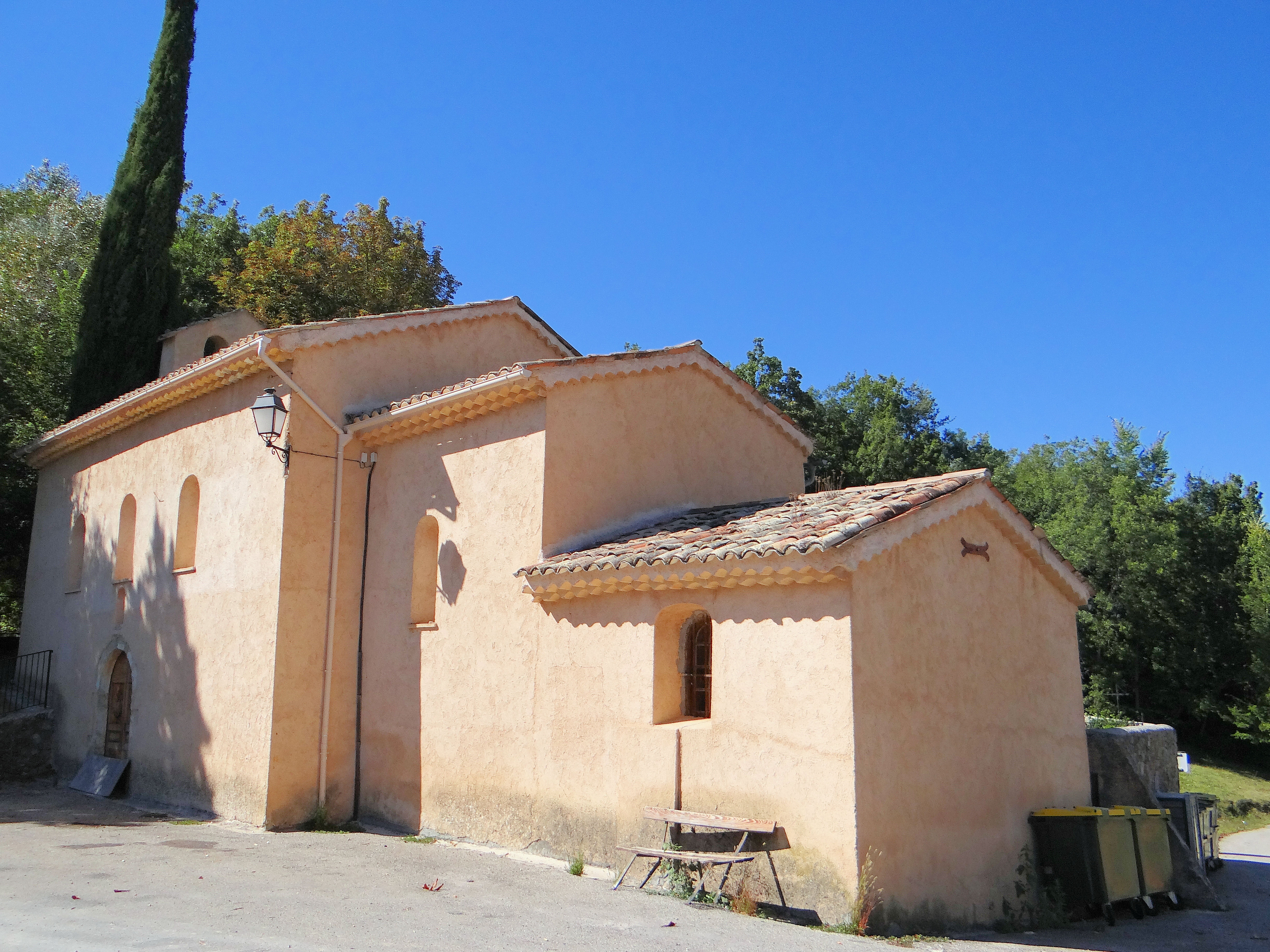
L'église Saint-Martin à l'entrée du village.
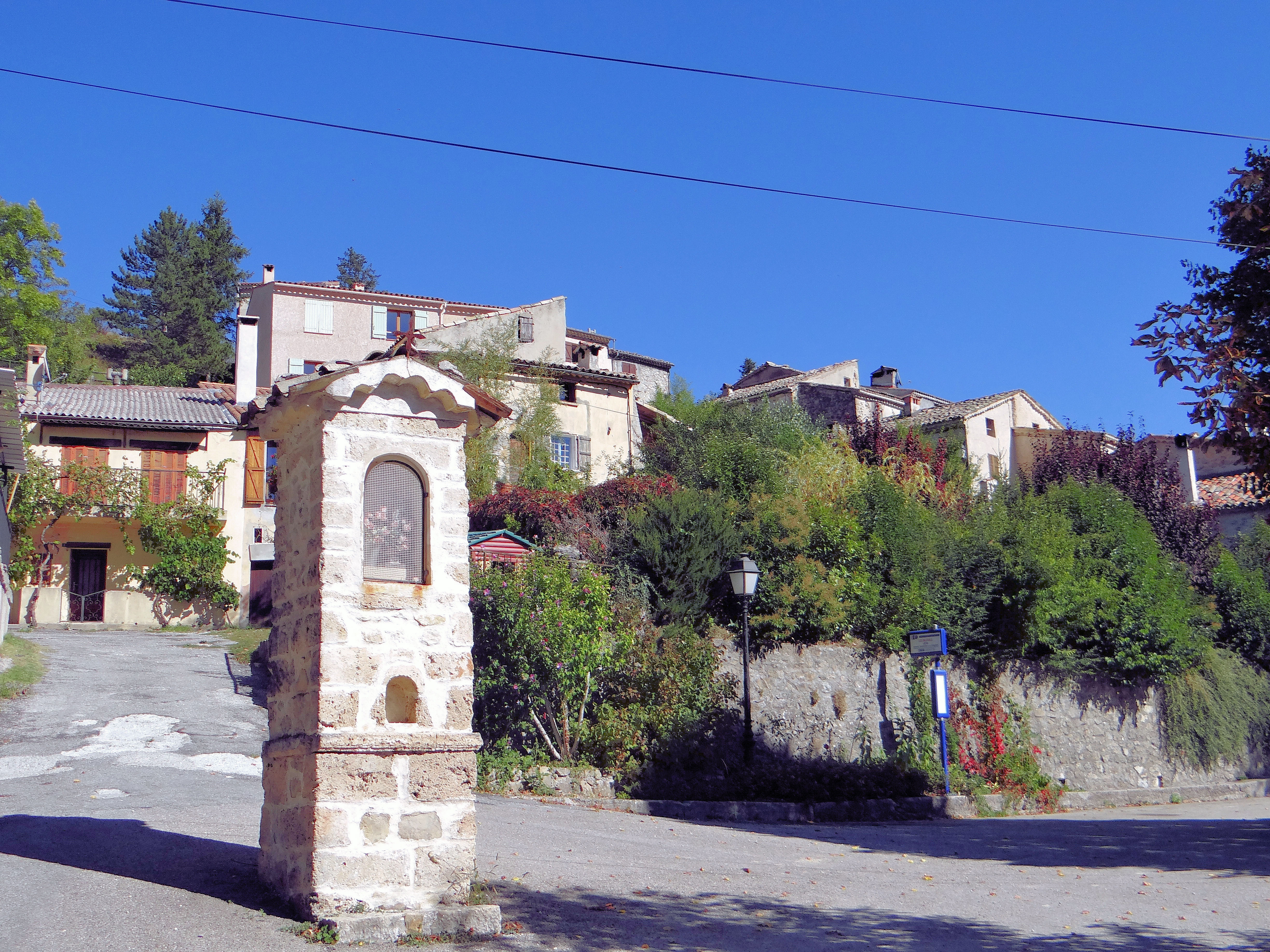
Oratoire à l'entrée du village.
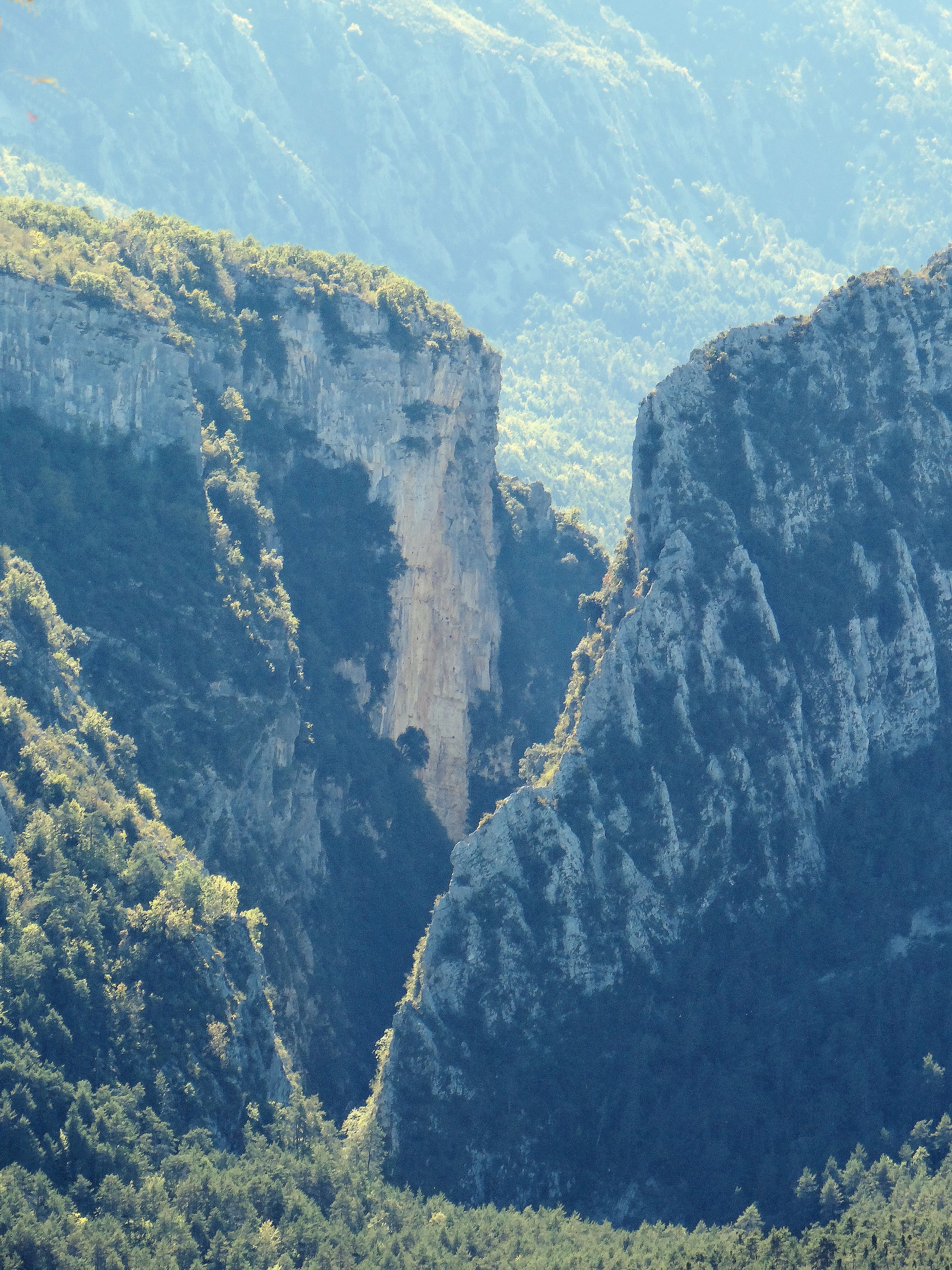
Clue des Mujouls de l'Estéron.
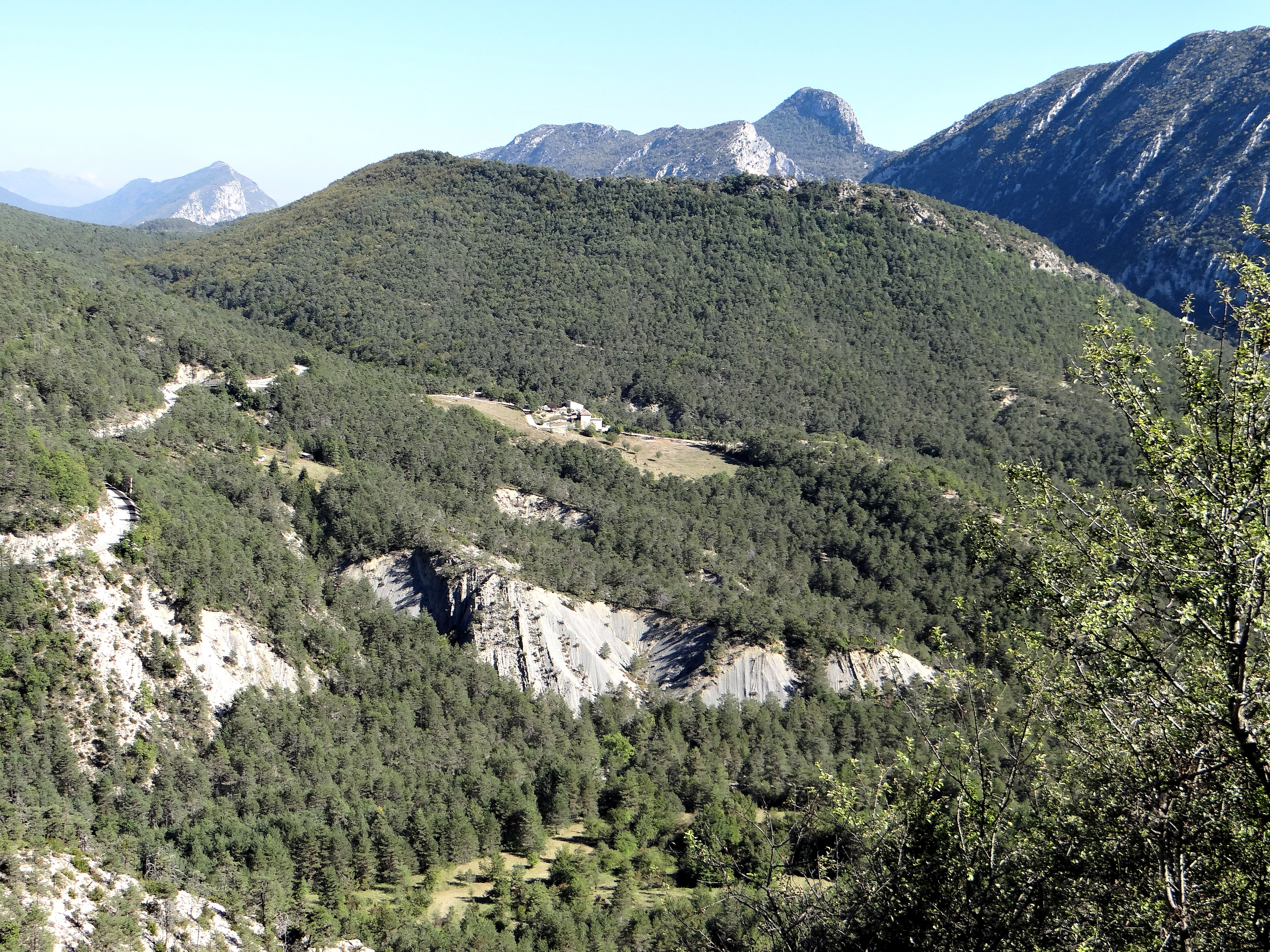
Panorama vers le sud-est.